# Hallescher FC
Ne doit pas être confondu avec le Turbine Halle, un autre club de la localité de Halle, dont la restructuration en 1954 donna naissance à ce qui est devenu l'actuel "Hallescher FC".
Maillots
Actualités
Le Hallescher FC est un club allemand de football basé à Halle, dans le land de Saxe-Anhalt.
Ce club est fondé en 1954 dans le cadre des réformes voulues par le pouvoir politique créant les Sporklubs. Sa section football hérite de toute l'équipe "Première" du BSG Turbine Halle, champion d'Allemagne de l'Est deux ans auparavant.

## Repères historiques
- 1946 - reconstitution de la SPORTGEMEINSCHAFT HALLE-GLAUCHA principalement par d'anciens joueurs du HALLESCHER FUSSBALL CLUB WACKER 1900.
- 1948 - SPORTGEMEINSCHAFT HALLE-GLAUCHA fut SPORTGEMEINSCHAFT FREIIMFELDE HALLE.
- 1949 - SPORTGEMEINSCHAFT FREIIMFELDE HALLE fut renommé ZENTRALE SPORTGEMEINSCHAFT UNION HALLE.
- 1950 - ZENTRALE SPORTGEMEINSCHAFT UNION HALLE fut renommé BETRIEBSPORTGEMEINSCHAFT TURBINE HALLE

- 1954 - fondation du SPORT-CLUB CHEMIE HALLE-LEUNA.
- 1958 - SPORT-CLUB CHEMIE HALLE-LEUNA fusionna avec le HOCHSCHULSPORTGEMEINSCHAFT WISSENSCHAFT HALLE pour former le SPORT-CLUB CHEMIE HALLE.
- 1966 - SPORT-CLUB CHEMIE HALLE fut renommé HALLESCHER FUSSBALL CLUB CHEMIE.
- 1991 - HALLESCHER FUSSBALL CLUB CHEMIE fut renommé HALLESCHER FUSSBALL CLUB.

## Époque de la RDA
Le club actuel est créé en 1954 à la suite d'un tour de « passe-passe » dont les dirigeants politiques est-allemands avaient le secret.
Dans une de leurs nombreuses réformes, les responsables politiques créèrent les Sportklubs, des entités destinées à regrouper les élites sportives. Ces clubs virent leur dénomination le plus souvent précédées de l'abréviation "SC". Les entités plus anciennes, les Bertriebsportgemeinschaft (BSG) fondées en 1950 devaient théoriquement servir de viviers de recrutement. De la théorie à la pratique, il y eut cependant une marge que la seule décision politique ne pouvait franchir.
Ce fut dans ce cadre que fut créé le Sport-Club Chemie Halle-Leuna durant l'été 1954. La section football de ce club fut formée par l'équipe "Première" du BSG Turbine Halle, champion national en 1952.
Le SC Chemie Halle-Leuna prit la place du Turbine en DDR-Oberliga. La « Réserve» de la BSG Turbine fut reversée en Bezirksliga Halle, à cette époque la 4e division.

## Histoire (football)

### SC Chemie Halle-Leuna
Sportivement la "greffe" ne prit pas et après une seule saison (1954-1955), le SC Chemie Halle-Leuna fut relégué en I. DDR-Liga (Division 2).
Les dirigeants communistes voulurent alors que les compétitions suivent le modèle soviétique. Les championnats débutèrent au printemps pour se terminer à la fin de l'automne d'une même année. À l'automne 1955, fut joué un tour de transition - en Allemand: Übergangsrunde - (sans montée ni descente). Puis les championnats reprirent avec la saison 1956.
À cette occasion, le Chemie Halle-Leuna réalisa une double performance. Il termina vice-champion de la I. DDR-Liga derrière le Motor Jena et put remonter parmi l'élite. D'autre part, le club remporta la FDGB-Pokal en battant le ZSK Vorwärts KVP Berlin, en finale (2-1).
Le club assura son maintien de justesse en 1957, mais il fut relégué en 1958. Avant cette relégation avait eu lieu une nouvelle intervention des Politiciens. Le SC Chemie Halle-Leuna fut fusionné avec le HSG Wissenschaft Halle pour créer le SC Chemie Halle. Le HSG Wissenschaft Halle était alors devenu le SC Chemie Halle II. Lorsque l'équipe "Première" quitta l'Oberliga, l'équipe "Réserve" dû céder la place en I. DDR-Liga et descendit en II. DDR-Liga.

### SC Chemie Halle
En 1959, le SC Chemie Halle remporta le titre en I. DDR-Liga et remonta dans la plus haute division. Le club connut alors sa période la plus glorieuse. En 1960, il échoua en demi-finale de la FDGB-Pokal contre le SC Empor Rostock. Deux ans plus tard, il remporta ce trophée en gagnant la finale (3-1) contre le SC Dynamo Berlin. En 1963, Chemie Halle joua une nouvelle demi-finale de FDGB-Pokal mais s'inclina contre le Motor Zwickau. La même année, le club obtint son meilleur classement en DDR-Oberliga: 6e.
Au terme du championnat 1963-1964, le SC Chemie Halle fut relégué au 2e niveau. Il remonta après un an. Une nouvelle réforme politique intervint avec la création de "clubs de football indépendants". La section football du SC Chemie Halle devint le Hallescher FC Chemie.
Les autres sections sportives du SC Chemie Halle poursuivirent leurs activités jusqu'à la réunification allemande de 1990. À ce moment, ce club sera restructuré sous le nom de Sportverein Halle.

### Hallescher FC Chemie

Ancien logo du Hallescher FC Chemie

Revenu en DDR-Oberliga pour la saison 1965-1966, le Hallescher FC Chemie assura son maintien mais sans jamais dépasser la 10e place sur 14 jusqu'en 1970.
Au terme de la saison 1970-1971, le HFC Chemie termina à une troisième place. Gravement touché par un fait divers survenu lors d'un déplacement en coupe d'europe, le club perd deux places, et, la saison suivante, le club termina dernier et fut relégué en 1973. Il remonta directement en remportant le Groupe C de la DDR-Liga et en obtenant une des deux places montantes lors du tour final.
Le Hallescher FC Chemie évolua alors dans la plus haute division jusqu'au terme du championnat 1983-1984, finissant entre le milieu de tableau et la onzième place. Relégué, il termina vice-champion du Groupe B, d'une Division 2 qui avait été ramenée de 5 à 2 séries, en 1985 et 1986 puis en remporta le titre en 1987.
Le HFC Chemie rejoua trois saisons parmi l'élite est-allemande et y évoluait lors du championnat 1989-1990 quand la DDR-Oberliga fut renommé Oberliga Nordost.
Au terme de la saison 1990-1991, le club termina à la 4e place et fut ainsi qualifié pour la 2. Bundesliga.
Le club changea son nom en Hallescher FC.

### Hallescher FC
Lors du championnat 1991-1992, la 2. Bundesliga fut partagée en deux poules de 12 clubs. La compétition se déroula en deux phases. Les six premiers de chaque groupe disputant le titre entre eux tandis que les six derniers jouèrent leur maintien. Finissant 8e du Groupe Sud, le Hallescher FC fut contraint de tenter de se maintenir. Lors de la seconde phase, il échoua à la 5e place et du descendre en Oberliga Nordost.
En 1993, le club termina vice-champion derrière le 1. FC Union Berlin dans le Groupe Centre de l'Oberliga Nordost. Ne terminant que 9e en 1994, le club resta en Oberliga Nordost Süd qui devenait le Niveau 4 de la pyramide du football allemand, à la suite de l'instauration des Regionalligen au 3e étage.
En 1995, ne pouvant mieux qu'une dernière place, Hallescher FC fut relégué en Verbandsliga Sachsen-Anhalt (niveau 5). Deux ans plus tard, le club remporta le titre de cette ligue et remonta en Oberliga. L'aventure ne dura qu'une saison avec une 13e place sur 16 synonyme de retour en Verbandsliga. Après une place de vice-champion en 1999, le club conquit le titre en 2000.
Le Hallescher FC s'installa alors confortablement dans le milieu du classement de l'Oberliga Nordost Süd. Au fil des saisons, le club émargea au "top 5" de cette ligue dont il finit par remporter le titre en 2008. Ce sacre lui permit de rester au 4e niveau de la hiérarchie : la Regionalliga Nord, placée directement en dessous de la nouvellement créée 3. Liga.
Au terme de la saison 2008-2009, Hallescher FC termina vice-champion derrière Holstein Kiel, manquant pour trois points la montée en 3. Liga.
En 2010-2011, le club reste dans le "top 5" de cette ligue située au 4e étage de la pyramide de la DFB.
En 2012 le club monte en troisième division et n'a pas connu de relégation ni de promotion depuis cette date.

## Palmarès
- Champion de DDR-Liga, Groupe B: 1987.
- Champion de DDR-Liga, Groupe C: 1974.
- Champion de DDR-Liga, Groupe Nord: 1965.
- Champion de I. DDR-Liga: 1959.
- Champion de l'Oberliga Nordost Süd: 2008.
- Champion de Verbandsliga Sachsen-Anhalt: 1997, 2000.
- Vice-champion de DDR-Liga, Groupe B: 1985, 1986.
- Vice-champion de I. DDR-Liga: 1956.
- Vice-champion de Oberliga Nordost, Groupe Centre: 1993.
- Vice-champion de Regionalliga Nord: 2009.
- Vice-champion de Verbandsliga Sachsen-Anhalt: 1999.

- Vainqueur de la FDGB-Pokal: 1956, 1962.

## Personnalités du club

### Anciens joueurs
- Bernd Bransch
- Lothar Kurbjuweit
- Norbert Nachtweih
- Dariusz Wosz
- Klaus Urbanczyk

## Joueurs et personnalités du club

### Staff
| Nationalité | Nom             | Fonction               |
| ----------- | --------------- | ---------------------- |
|             | Mark Zimmermann | Entraineur             |
|             | Max Bergmann    | Entraineur Adj.        |
|             | Marian Unger    | Entraineur de gardiens |
|             | Ken Kaiser      | Entraîneur Athlétique  |